# Perkebunan Nagodang
Perkebunan Nagodang is een bestuurslaag in het regentschap Labuhan Batu Selatan van de provincie Noord-Sumatra, Indonesië. Perkebunan Nagodang telt 1681 inwoners (volkstelling 2010).